# Шереметева, Елена Ивановна

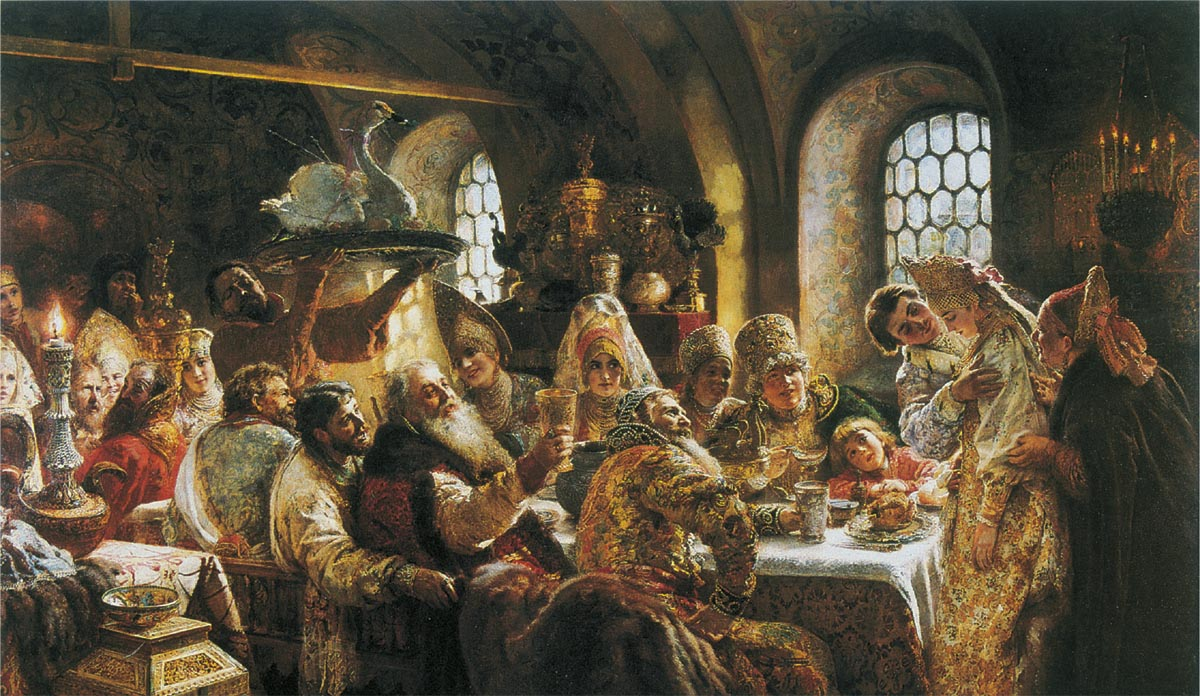
Константин Маковский. «Боярский свадебный пир в XVII веке», 1883

Елена Ивановна Шереметева, в постриге Леонида (1553 — 4 января 1587) — третья и последняя жена царевича Ивана, сноха Ивана Грозного.

## Биография
Дочь Ивана «Меньшого» Васильевича Шереметева, одного из немногих опытных воевод, уцелевших в годы опричнины, но погибшего в 1577 г. от шведского ядра при осаде Ревеля.
- брат — Федор (?-1650), боярин с 1604/5, воевода, женат на Ирине, дочери кн. Бориса Камбулатовича Черкасского и Марфы Никитичны Захарьиной-Юрьевой (сестры патриарха Филарета).
- двоюродная сестра — Агафья, жена царевича Михаила Кайбулина, дочь Ивана «Большого» Шереметева[1].

По сообщению Джерома Горсея в 1581 г. состоялся смотр невест для дважды «разведённого» бездетного царевича, и Елена (которую англичанин, впрочем, называет «Настасьей» — Natacia), была выбрана из множества других девушек.
«Царь Иван Васильевич собрал со всего государства самых красивых дочерей его бояр и дворян, девушек, и выбрал из них жену для своего старшего сына, царевича Ивана»
В 1581 г. состоялась свадьба.
Р. Г. Скрынников пишет: «Третью жену, Елену Шереметеву, царевич, возможно, выбрал сам: царю род Шереметевых был противен. Один из дядей царевны Елены (Никита, 1563 г.) был казнен по царскому указу, другой, которого царь называл „бесовым сыном“, угодил в монастырь (Иван Большой, 1569 г.). Отца Елены царь всенародно обвинил в изменнических сношениях с крымским ханом. Единственный уцелевший дядя царевны попал в плен к полякам и, как доносили русские гонцы, не только присягнул на верность королю, но и подал ему предательский совет нанести удар по Великим Лукам. Боярская „измена“ снова в который уже раз вползла в царский дом». Зимин добавляет: если её отец «пользовался расположением Грозного, то его братья вызывали у него чувство нескрываемого раздражения. К тому же дядя Елены окольничий Федор в 1579 г. попал в плен, где, по слухам, присягнул на верность Баторию. Словом, причин для недовольства Еленой у царя хватало».
На следующий год Елена забеременела — это был первый раз для её мужа, предыдущих жен которого сослали в монастырь за бесплодность и, разумеется, он волновался, предчувствуя возможность, наконец, дождаться на свет наследника.
Как гласит распространенная версия событий, в ноябре 1581 года в Александровской слободе,  Иван Грозный застал свою невестку Елену, лежащей на скамье в одной исподней одежде.

 Третья жена сына Ивана как-то лежала на скамье, одетая в нижнее платье, так как была беременна и не думала, что к ней кто-нибудь войдет. Неожиданно её посетил великий князь московский. Она тотчас поднялась ему навстречу, но его уже невозможно было успокоить. Князь ударил её по лицу, а затем так избил своим посохом, бывшим при нём, что на следующую ночь она выкинула мальчика. 
В это время к отцу вбежал сын Иван и стал просить не избивать его супруги, но этим только обратил на себя гнев и удары отца. Он был очень тяжело ранен в голову, почти в висок, этим же самым посохом. Перед этим в гневе на отца сын горячо укорял его в следующих словах:
 «Ты мою первую жену без всякой причины заточил в монастырь, то же самое сделал со второй женой и вот теперь избиваешь третью, чтобы погубить сына, которого она носит во чреве».— Антонио Поссевино, «Исторические сочинения о России»

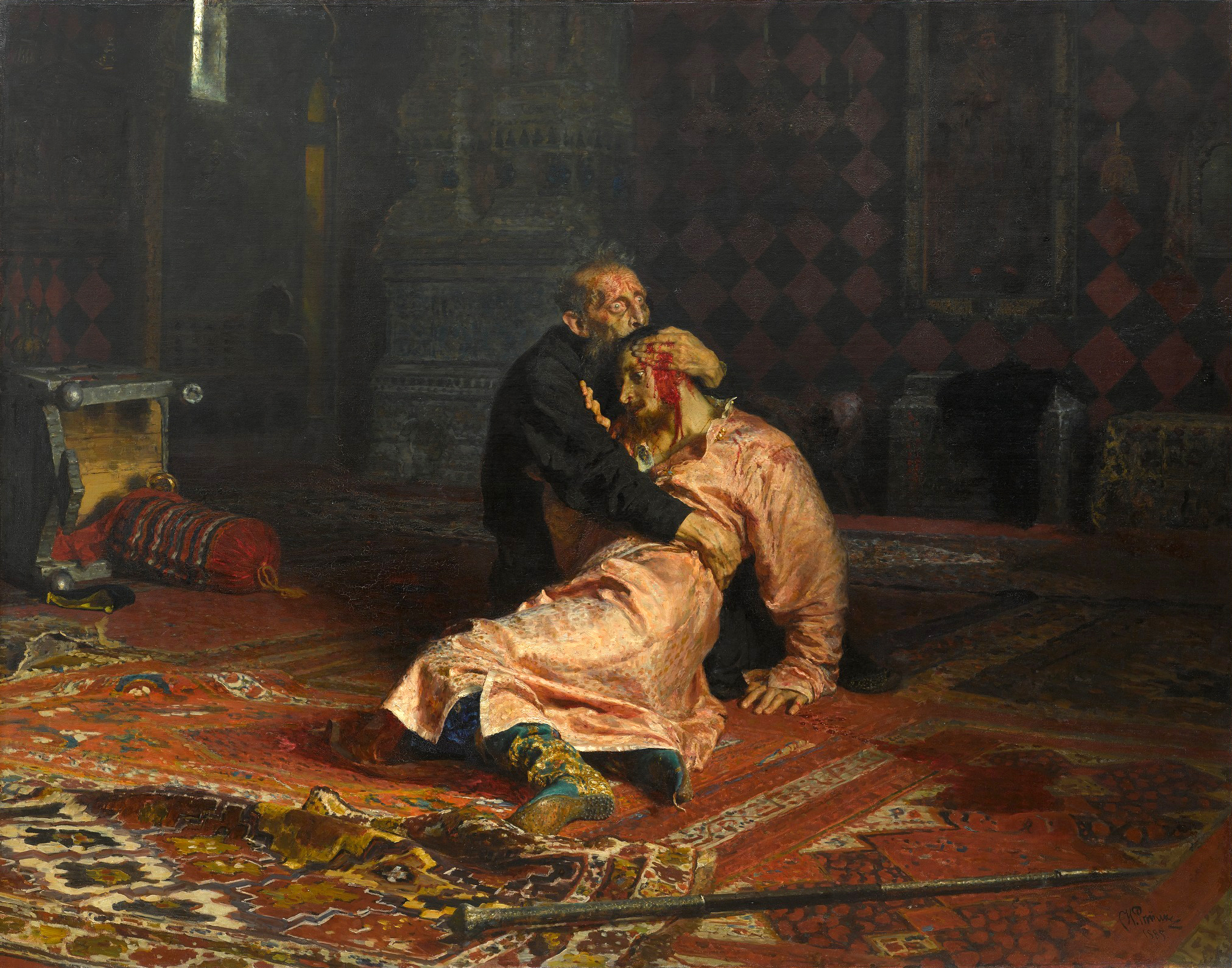
«Иван IV Грозный и Иван Иванович», картина И. Е. Репина

Ссора, как принято считать, произошла 14 ноября, а царевич от полученных побоев скончался через несколько дней — 19 ноября.
После смерти царевича Ивана «пострижена в Новом (Новодевичьем) монастыре, во иноцех Леонида, и государь дал ей в вотчину город Лух да волость Ставрову». В отличие от Евдокии Сабуровой и Параскевы Соловой, сосланных в далекий суздальский монастырь, Елена Шереметьева находилась в московском монастыре в более почетных условиях, как вдовствующая «царица».